# Mario Méndez
Mario Méndez Olague (Guadalajara, 1º giugno 1979) è un ex calciatore messicano, di ruolo centrocampista.

## Palmarès

### Club
- Campionato messicano: 2

Toluca: Apertura 2005, Apertura 2008

### Nazionale
- CONCACAF Gold Cup: 1

USA-Messico 2003